# Galium boissierianum
Galium boissierianum là một loài thực vật có hoa trong họ Thiến thảo. Loài này được (Steud.) Ehrend. & Krendl mô tả khoa học đầu tiên năm 1974.